# 丹尼斯·克里斯托弗
丹尼斯·克里斯托弗（英語：Dennis Christopher，1958年12月2日—）是美國的一位演員。他出演過的作品有烈火戰車、被解放的姜戈等。克里斯托弗出生在費城，有義大利和愛爾蘭血統。